# Éperviers de Sorel-Tracy
Les Éperviers de Sorel-Tracy sont une équipe de hockey sur glace de la Ligue nord-américaine de hockey de Sorel-Tracy au Québec, Canada.

## Historique
La ville de Sorel-Tracy héberge des équipes de la Ligue nord-américaine de hockey pendant plusieurs saisons, entre 1996 et 2008. Dans un premier temps les Dinosaures de Sorel de 1996 à 1999, puis les Royaux de Sorel entre 1999 et 2004 et le Mission de Sorel-Tracy entre 2004 et 2008.
À l’été 2010, après 2 saisons d’absence, la LNAH est de retour à Sorel-Tracy grâce à six actionnaires, dont quatre joueurs : Christian Deschênes, Grégory Dupré, Steven Low, Jonathan Forest, ainsi que Roger Savard de GCI Environnement et Jean-Guy Poirier, l’ancien propriétaire des Royaux de Sorel. C'est alors la naissance du GCI de Sorel-Tracy.
Lors d’une conférence de presse tenue le 11 août, l’organisation annonce que l’ex-hockeyeur Martin Lacroix est nommé entraîneur-chef . Un autre ex-hockeyeur et ex-coéquipier du directeur général, Daniel Archambault est nommé entraîneur-adjoint.
Quelques jours plus tard, Martin Lacroix annonce qu'il retourne entraîner en France. Il part remplacer Alain Vogin qui devait être l'entraîneur-chef des Ducs d'Angers de la Ligue Magnus mais s'est suicidé . 
Le 23 août, la direction du GCI annonce que c'est finalement Éric Morin qui devient l'entraîneur-chef de l'équipe . 
En plus de Christian Deschênes comme directeur général, le gouverneur de l’équipe est Jean-François Cartier, Pierre Parent est le directeur du recrutement et l’ex-dépisteur des Canadiens de Montréal, Pierre Mondou occupe cette fonction pour l'équipe.
Le 30 septembre 2010, l'équipe annonce la signature du contrat de Donald Brashear . Après quelques matchs, il est échangé le 16 novembre au 3L de Rivière-du-Loup en retour d'Éric Doucet .
Le 25 janvier 2011, Jonathan Forest prend sa retraite à titre de joueur et devient entraîneur-chef de l'équipe .
Le 6 juillet 2011, la direction de l'équipe annonce qu'elle a signé une entente avec la compagnie Les Entreprises Carvena. L'équipe change donc de nom pour devenir le HC Carvena de Sorel-Tracy .
Le 15 juillet 2012, Francis Breault est nommé entraîneur-chef de l'équipe .
Le 3 juillet 2013, l'équipe change à nouveau de nom. En effet, à la suite d'une entente de deux ans, plus une année d'option avec la ville de Sorel-Tracy, le HC Carvena devient les Éperviers de Sorel-Tracy . Ce nom crée un sentiment d'appartenance pour la population de Sorel-Tracy qui a accueilli les Éperviers de Sorel de la Ligue de hockey junior majeur du Québec entre 1969 et 1981. 
Le 11 mai 2018, les Éperviers remportent la Coupe Vertdure en 6 matchs face aux 3L de Rivière-du-Loup et procurent un premier championnat à la ville de Sorel-Tracy  .

## Statistiques
| Saison    | PJ | V  | D  | N | DP | DTB | BP  | BC  | Pts | Classement | Séries éliminatoires       |
| --------- | -- | -- | -- | - | -- | --- | --- | --- | --- | ---------- | -------------------------- |
| 2010-2011 | 42 | 19 | 18 | - | 2  | 3   | 159 | 180 | 43  | 5e place   | Défaite en quart de finale |
| 2011-2012 | 48 | 22 | 24 | - | 0  | 2   | 197 | 215 | 46  | 6e place   | Non qualifié               |
| 2012-2013 | 40 | 18 | 15 | - | 4  | 3   | 161 | 169 | 43  | 5e place   | Défaite en finale          |
| 2013-2014 | 40 | 22 | 12 | - | 1  | 5   | 162 | 141 | 50  |            |                            |
| 2014-2015 | 40 | 30 | 8  | - | 2  | 0   | 198 | 134 | 62  |            |                            |
| 2015-2016 | 40 | 17 | 19 | - | 3  | 1   | 132 | 143 | 38  |            |                            |
| 2016-2017 | 40 | 25 | 12 | - | 3  | 0   | 153 | 120 | 53  |            |                            |
| 2017-2018 | 36 | 23 | 7  | - | 5  | 1   | 160 | 126 | 52  |            |                            |
| 2018-2019 | 36 | 19 | 13 | - | 3  | 1   | 117 | 124 | 42  |            |                            |
| 2019-2020 | 36 | 18 | 15 | - | 0  | 3   | 113 | 125 | 39  |            |                            |

## Logos

Logo utilisé en 2010-2011
Logo utilisé de 2011 à 2013

## Référence
1. ↑  En conférence de presse, Martin Lacroix est nommé entraîneur
2. ↑  Martin Lacroix quitte l'équipe et retourne en France
3. ↑  Éric Morin est nommé entraîneur-chef
4. ↑  Donald Brashear signe avec le GCI
5. ↑  Donald Brashear échangé au 3L
6. ↑  Jonathan Forest devient entraîneur-chef du GCI
7. ↑  Voici maintenant le HC CARVENA de Sorel-Tracy
8. ↑  Francis Breault devient le nouvel entraineur-chef du HC Carvena
9. ↑  Le HC Carvena devient les Éperviers de Sorel-Tracy
10. ↑  « Les Éperviers procurent une première Coupe à Sorel-Tracy »
11. ↑  (en) « Sorel-Tracy Blackhawks hockey team statistics and history at hockeydb.com », sur hockeydb.com (consulté le 2 octobre 2021).